# Lupinus aridus
Lupinus aridus är en ärtväxtart som beskrevs av John Lindley. Lupinus aridus ingår i släktet lupiner, och familjen ärtväxter.

## Underarter
Arten delas in i följande underarter:
- L. a. aridus
- L. a. ashlandensis